# Manteau de fleurs (Ravel)
Manteau de fleurs est une mélodie pour chant et piano par Maurice Ravel sur un poème de Paul Gravollet, composée en 1903.

## Présentation
La mélodie pour chant et piano Manteau de fleurs a été composée en 1903 par Maurice Ravel, à son domicile 19 Boulevard Pereire à Paris, sur un poème de Paul Gravollet, oncle maternel de la pianiste Lucette Descaves.
La mélodie a été publiée en 1905 aux éditions musicales de Julien Hamelle comme dix-neuvième d’un recueil de vingt-deux mélodies pour voix et piano de divers compositeurs intitulé Les Frissons, toutes sur des poèmes de Paul Gravollet.
Selon René Chalupt, Claude Debussy aurait servi d'intermédiaire pour la commande de cette « œuvre de circonstance » à Maurice Ravel :

« [...] une pièce de vers de M. Gravollet, de la Comédie-Française, auteur d’un recueil poétique intitulé Les Frissons qu’il s’employa à faire mettre en musique par vingt-deux musiciens entre lesquels la besogne fut partagée. Parmi des noms de moins bon aloi, on a l’agréable aubaine de relever ceux d’André Caplet, de Vincent d’Indy, de Claude Debussy qui servit en l’occurrence d’obligeant intermédiaire et commit Le Manteau de fleurs à M. Ravel. « Les lis ont le droit d’être blancs » affirme un vers péremptoire de ce poème. « Le droit ! Le droit ! », marmonnait le malicieux musicien alors qu’il brodait ce manteau. « C’est plus qu’un droit pour les lis que d’être blancs : c’est un devoir ! ». »

Il n’existe aucune information sur la création de cette mélodie que Maurice Ravel ne mentionne dans aucun de ses écrits. L’unique audition publique connue de la mélodie du vivant du compositeur est due à Pierre Bernac (chant) et Francis Poulenc (piano), le 3 avril 1935 à la salle de l’École normale de musique à Paris.
Aucune des chanteuses qui ont été les principales interprètes des mélodies pour voix et piano de Maurice Ravel de son vivant, dont Jane Bathori et Madeleine Grey, ne semble avoir interprété Manteau de fleurs avant la mort du musicien le 28 décembre 1937. La première occasion pour Madeleine Grey de chanter Manteau de fleurs date du 1er avril 1938, lors d’un concert radiophonique en hommage à Maurice Ravel sur radio Tour Eiffel, avec également le concours du pianiste Jean Doyen.
Le manuscrit autographe de cette mélodie pour voix et piano de Maurice Ravel n’est pas localisé.
Dans le catalogue des œuvres du compositeur établi par Marcel Marnat, la mélodie porte le numéro « 42. (O.39) ».
Maurice Ravel est l’auteur d’une orchestration, inédite, de cette mélodie (manuscrit de neuf pages).
Francis Salabert est l’auteur d’un arrangement et orchestration de cette mélodie, datant de 1929.

## Analyse
Plusieurs études sur les œuvres vocales de Maurice Ravel passent celle mélodie sous silence.
Arthur Hoérée considère que :
Pour Bénédicte Palaux-Simonnet :

« En dépit de ses affinités botaniques Ravel ne cache pas une certaine ironie à l’égard d’un texte désuet tissant une partition incroyablement “sérieuse”, avec des neuvièmes ingénieusement distribuées, des accents “nobles“ par exemple sous le vers « Toute grâce, amour, pureté » de la troisième strophe et qui, par sa subite gravité, souligne l’ineptie du texte. On le sait : Ravel ne manque point d’humour…. »

## Discographie
- Ravel : Complete Songs for Voice and Piano, CD 1, par Valérie Millot, soprano, et David Abramovitz, piano, Naxos (8.554176-77), 2003.
- Ravel : Mélodies, CD, par Nora Gubisch, mezzo-soprano, et Alain Altinoglu, piano, Naïve (V5304), 2012.
- Maurice Ravel : The Complete Works, CD 13, par Elly Ameling (soprano) et Rudolf Jansen (piano), Warner Classics (0190295283261), 2020.

### Monographies
- Roland-Manuel, Maurice Ravel et son œuvre, Paris, Durand et Cie, 1914, p. 44.
- Roland-Manuel, Maurice Ravel et son œuvre, Paris, Durand et Cie, 1926, p. 44.
- Vladimir Jankélévitch, Ravel, Paris, Seuil, coll. « Solfèges », 1956, rééd. 1995, 220 p. (ISBN 978-2-02-023490-0 et 2-02-023490-4) Réédition d'un ouvrage d'abord paru aux éditions Rieder en 1937
- Roland-Manuel, À la gloire de... Maurice Ravel, Paris, Nouvelle Revue Critique, 1938 (BNF 32580891), p. 260
- Marcel Marnat, Maurice Ravel, Paris, Fayard, coll. « Indispensables de la musique », 1986 (ISBN 2-213-01685-2, BNF 43135722), p. 136-137, 738.
- Christian Goubault, Maurice Ravel : le jardin féerique, Paris, Minerve, 2004, 357 p. (ISBN 2-86931-109-5, BNF 39264179).
- Bénédicte Palaux Simonnet, Maurice Ravel, Paris, Bleu Nuit éditeur, 2019, 176 p. (ISBN 978-2-35884-085-9).

### Articles et chapitres de livres
- Arthur Hoérée, « Les mélodies et l’œuvre lyrique », La Revue musicale, no 6,‎ 1er avril 1925, p. 47-64 Article paru dans un numéro spécial Maurice Ravel à l'occasion du cinquantième anniversaire du compositeur le 7 mars 1925, passage sur Manteau de fleurs, p. 49
- René Chalupt, « Maurice Ravel et les prétextes littéraires de sa musique », La Revue musicale, no 6,‎ 1er avril 1925, p. 65-74 (lire en ligne, consulté le 25 décembre 2021)